# Margherita Barezzi
Margherita Barezzi, née en 1814 à Busseto et morte le 19 juin 1840 à Milan, est la première épouse de Giuseppe Verdi. 
Fille d'Antonio Barezzi, elle épouse Giuseppe Verdi le 4 mai 1836 dans l'oratoire de la Sainte Trinité adjacent à la Collégiale de Busseto. Elle s'installe à Milan avec son mari où naissent Virginia et Icilio qui meurent prématurément, précédant de peu leur mère qui meurt aussi subitement en 1840.

## Sources
- (it) Cet article est partiellement ou en totalité issu de l’article de Wikipédia en italien intitulé « Margherita Barezzi » (voir la liste des auteurs).